# Kácovec
Kácovec je vesnice, část obce Tichonice v okrese Benešov. Nachází se asi 1 km na severozápad od Tichonic. V roce 2009 zde bylo evidováno 59 adres. Kácovec leží v katastrálním území Tichonice o výměře 7,29 km².

## Historie
První písemná zmínka o vesnici pochází z roku 1471.

## Další fotografie

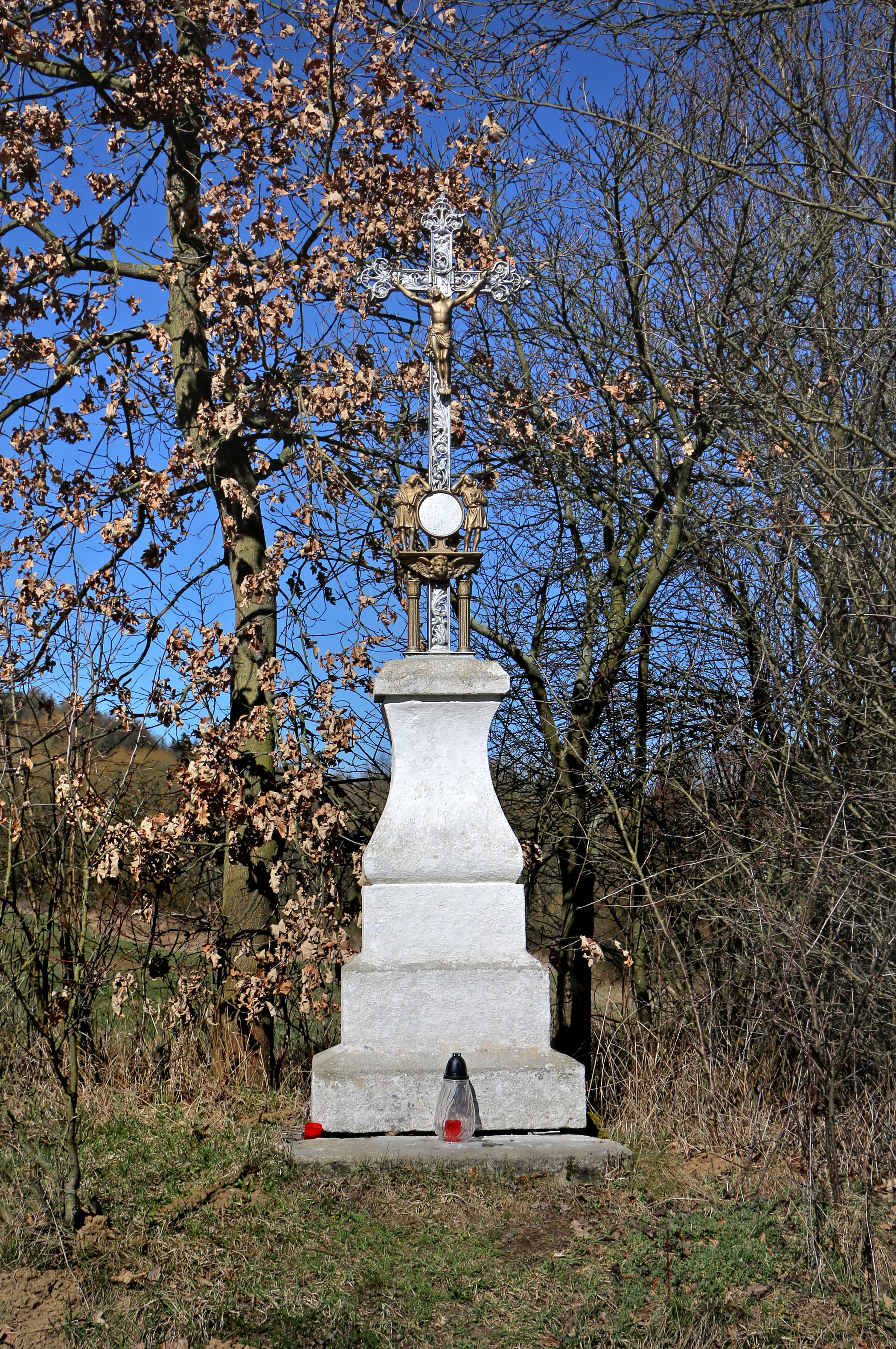
Křížek na návrší
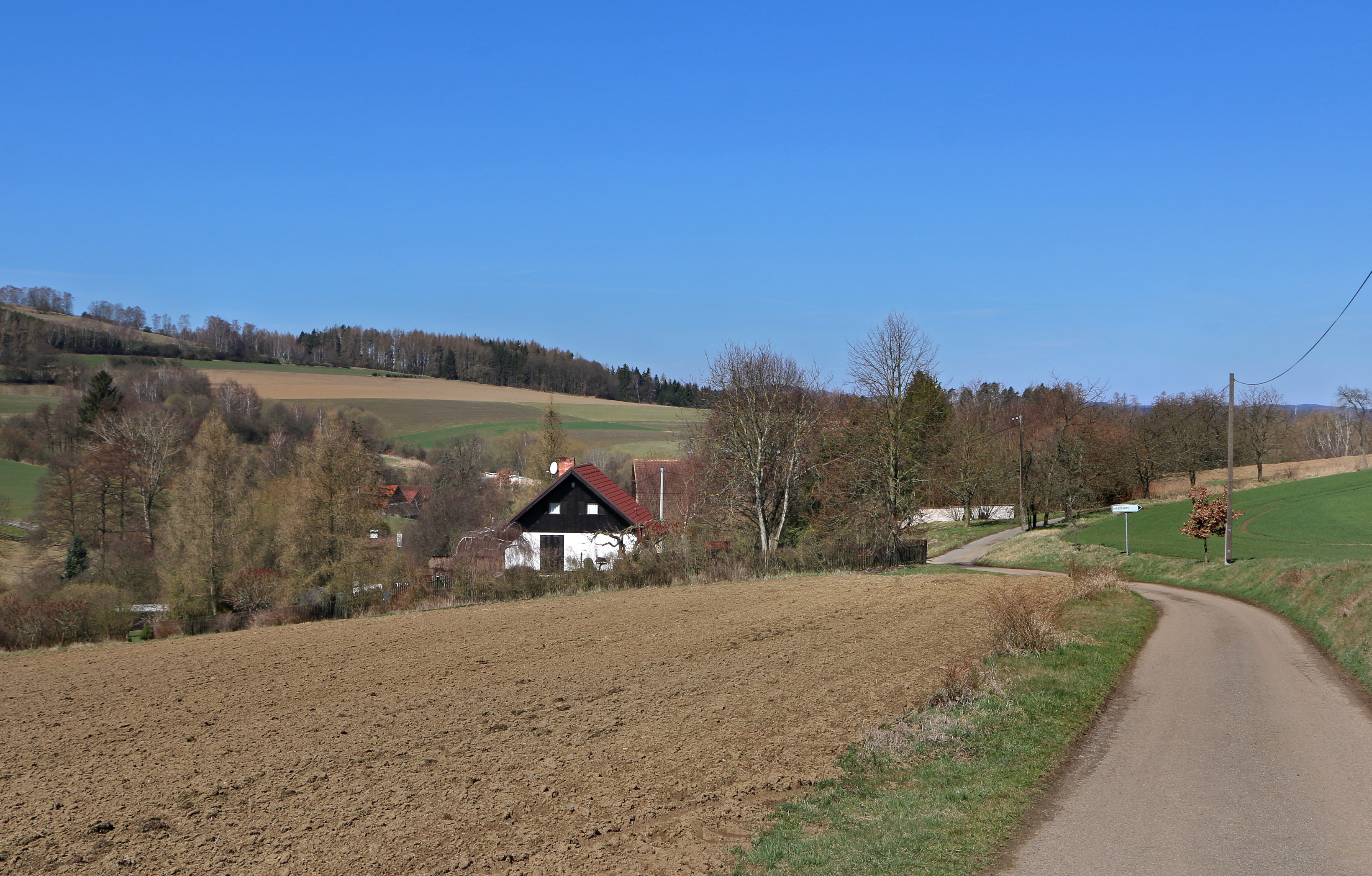
Příjezd od Tichonic
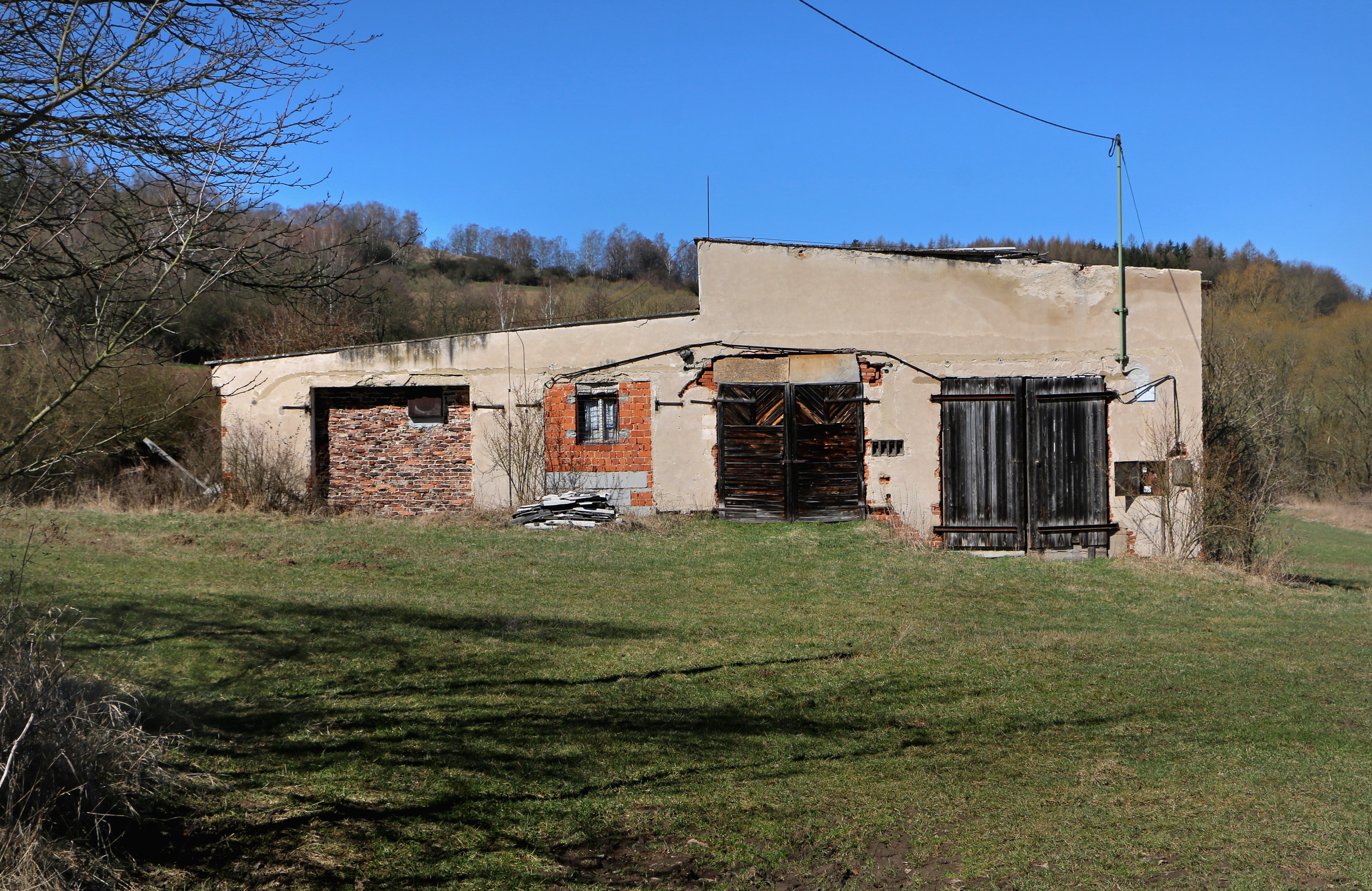
Stodola na severním okraji vesnice